# Wakułowicze

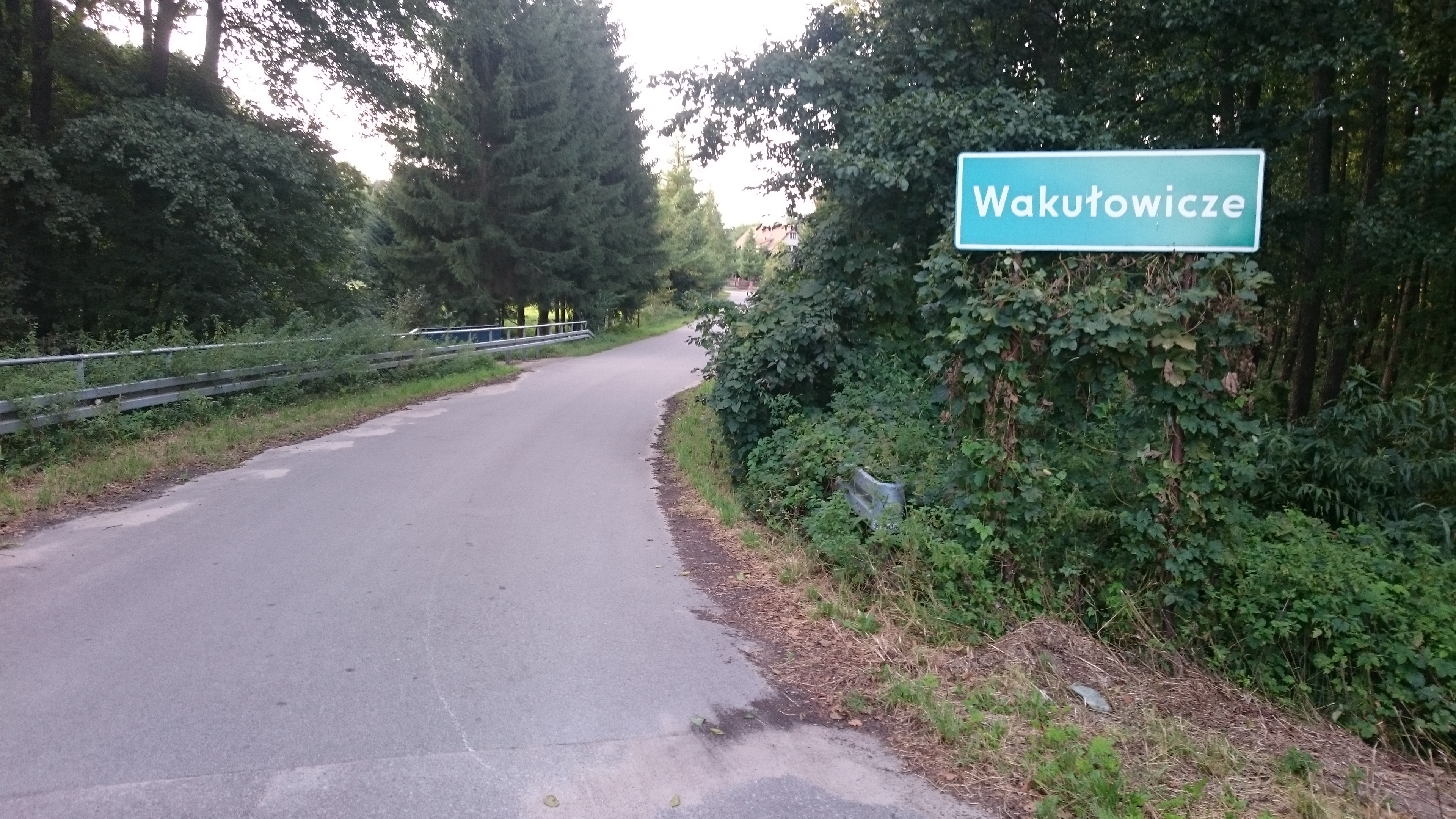
Wjazd od strony Szumiłówki

Wakułowicze – wieś w Polsce położona w województwie podlaskim, w powiecie siemiatyckim, w gminie Nurzec-Stacja. 
Wieś jest częścią składową sołectwa Grabarka.
W latach 1975–1998 miejscowość należała administracyjnie do województwa białostockiego.
Miejscowość położona jest nad rzeką Moszczonką.
Wierni kościoła rzymskokatolickiego należą do parafii Matki Bożej Częstochowskiej w Nurcu-Stacji.